# Говорунове
Говору́нове —  село в Україні, у Ямпільській селищній громаді Шосткинського району Сумської області. Населення становить 81 осіб. До 2020 орган місцевого самоврядування — Воздвиженська сільська рада.

## Географія
Село Говорунове знаходиться біля витоків річки Шостка, нижче за течією на відстані 4,5 км розташоване село Грем'ячка. На відстані 3 км розташоване село Воздвиженське.

## Історія
12 червня 2020 року, відповідно до розпорядження Кабінету Міністрів України № 723-р «Про визначення адміністративних центрів та затвердження територій територіальних громад Сумської області», село увійшло до складу Ямпільської селищної громади.
19 липня 2020 року, в результаті адміністративно-територіальної реформи та ліквідації Ямпільського району, село увійшло до складу новоутвореного Шосткинського району.